# Archivo Diocesano de Segovia
El Archivo Diocesano de Segovia es un archivo de documentos de titularidad eclesiástica, con sede en el número 4 de la calle del Seminario de la ciudad española de Segovia.

## Historia
Su fundación se remonta, al igual que el Archivo Catedralicio de Segovia, a la restauración de la Diócesis de Segovia en el año 1120, y almacena la documentación histórica común generada por la misma, pues por el momento no recoge toda la documentación histórica que existe en los diferentes archivos parroquiales de los municipios de la provincia de Segovia.
La documentación se halla catalogada y dividida en varias secciones, entre las que destaca una importante colección de pergaminos. Otras secciones son expedientes matrimoniales, expedientes y pleitos canónicos, órdenes sagradas, despacho ordinario, fábrica de iglesias, capellanías, cofradías y obras pías. Además, conserva microfilmados los registros sacramentales de la mayor parte de los municipios de la diócesis.
Hasta el año 2010 estuvo custodiado en el Palacio Episcopal de Segovia, hasta que fue trasladado a su actual ubicación, las dependencias del antiguo seminario mayor. Su acceso es libre y gratuito, previa identificación personal, y está sujeto a la normativa vigente sobre los archivos españoles.